# Aitne
Aitne (Jowisz XXXI) – mały zewnętrzny księżyc Jowisza, odkryty w 2001 roku przez astronomów Scotta Shepparda, Davida Jewitta i Jana Kleynę.

## Nazwa
Nazwa księżyca pochodzi od bogini z mitologii greckiej, Ajtne (Aitne), która była utożsamiana z wulkanem Etną. Bogini ta była również kochanką boga Zeusa (Jowisza).

## Charakterystyka fizyczna
Aitne jest jednym z mniejszych księżyców Jowisza, jego średnicę ocenia się na ok. 3 km. Średnia gęstość tego ciała to ok. 2,6 g/cm3, składa się ono głównie z krzemianów. Powierzchnia księżyca jest bardzo ciemna – jego albedo wynosi zaledwie 0,04. Z Ziemi można go zaobserwować jako obiekt o jasności wizualnej co najwyżej 22,7 magnitudo.
Aitne porusza się ruchem wstecznym w stosunku do kierunku ruchu obrotowego Jowisza. Zaliczana jest do grupy Karme.